# Trechnites australiensis
Trechnites australiensis är en stekelart som först beskrevs av Girault 1915.  Trechnites australiensis ingår i släktet Trechnites och familjen sköldlussteklar. Inga underarter finns listade i Catalogue of Life.